# Fabien Eboussi Boulaga

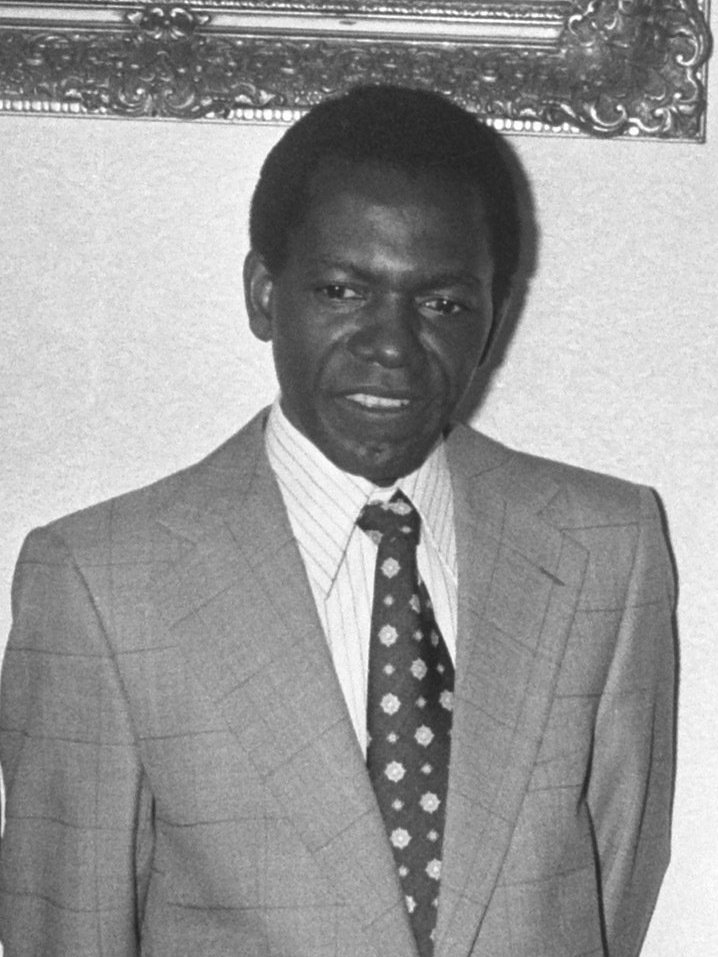
Eboussi Boulaga (1974)

Fabien Eboussi Boulaga (17. Januar 1934 in Bafia – 13. Oktober 2018) war ein kamerunischer Theologe und Philosoph.

## Leben und Werk
Eboussi Boulaga erwarb sein Abitur am Akono Minor Seminary (Südkamerun), bevor er der Gesellschaft Jesu (Jesuiten) im Jahr 1955 beitrat. Eboussi Boulaga wurde 1969 zum Priester geweiht und trat 1973 offiziell in die Gesellschaft Jesu ein.
Boulaga hatte einen Bachelor-Abschluss in Theologie von der Universität Lyon und einen Doktor der Philosophie und des Schrifttums und war Lehrer in Abidjan, dann Professor an der Universität von Yaoundé.
Er wurde als Polemiker bekannt, zum Beispiel in seinem Buch Bantou problématique (1968), und in seiner theologischen Haltung, vor allem in La démission (1974), die in kirchlichen Kreisen einen Aufschrei hervorrief. Die letztgenannte Veröffentlichung forderte den organisierten Abzug der Missionare.
Drei Jahre später veröffentlichte er La Crise du Muntu, das sich mit Fragen der Authentizität und Tradition auseinandersetzte. Ein Thema, das in den 1970er Jahren besonders aktuell war.
1980 beschloss Boulaga, aus dem Jesuitenorden auszutreten, und bat darum, ins weltliche Leben zurückzukehren. Boulaga gab an, seine Laisierung sei Ergebnis einer wohlüberlegten Entscheidung. Er habe seit 1969 „seinen Glauben verloren“. Ein Jahr später veröffentlichte er Christianisme sans fétiche, worin er die dogmatischen und metaphysischen Annahmen des Katholizismus in einem kolonialen Kontext in Frage stellte.
In den 1980er Jahren engagierte sich Boulaga in Vereinigungen zur Verteidigung der Menschenrechte. Er veröffentlichte Werke, zunächst über Theologie, dann über Politik. Von 1994 bis zu seinem Tod war er Professor an der Katholischen Universität von Zentralafrika in Yaoundé.

## Gedenken und Nachwirkungen
Im Oktober 2023 kündigte zu seinem 5. Todestag die Katholische Universität von Zentralafrika die Einrichtung des Eboussi Boulaga-Fonds mit Sitz in der Universitätsbibliothek an, der alle Veröffentlichungen von und über Fabien Eboussi Boulaga sammeln, eine wissenschaftliche Zeitschrift herausgeben und wissenschaftliche Projekte durchführen soll.

## Werke
- La crise du Muntu, Authenticité africaine et philosophie, Présence africaine, Paris, 1977 et 1997. Englische Übersetzung: Muntu in Crisis: African Authenticity and Philosophy, Trenton, 2014.
- Christianisme sans fétiche, Présence africaine, Paris, 1981.
- A contretemps, L’enjeu de Dieu en Afrique, Karthala, Paris 1992.
- Les conférences nationales en Afrique, Une affaire à suivre, Karthala, Paris, 1993.
- La démocratie de transit au Cameroun, L’Harmattan, Paris, 1997.
- Lignes de résistance, Éditions CLE, Yaoundé, 1999.
- Christianity without fetishes, Orbis, New York, 1985. (Englisch archive.org)
- Christianity without fetishes, Lit Verlag, Germany, 2002
- Le génocide rwandais - Les interrogations des intellectuels africains, (Sous dir.), Éditions CLE, Yaoundé, 2006.
- La dialectique de la foi et de la raison (Sous la direction), éditions terroirs, Yaoundé, 319 pages, 2007.
- L'Affaire de la philosophie africaine. Au-delà des querelles, Karthala-éditions terroirs, Paris-Yaoundé, 2011.

## Konferenzen
- Corpus Africana 2021: Journees d’Hommage a Fabien Eboussi Boulaga, Yaoundé – Toulouse, 6. und 7. Mai 2021[4]
- Colloque Fabien Eboussi Boulaga: Reprise de soi et décolonisation des savoirs, Yaoundé, 3. bis 6. Mai 2023[5]